# La Laguna (Suyo)
La Laguna es un caserío peruano ubicado en el distrito de Suyo, perteneciente a la provincia de Ayabaca del departamento de Piura, al norte del Perú. 

## Ubicación
La Laguna se ubica al norte de la provincia de Ayabaca, en el distrito de Suyo, en el departamento de Piura.

## Demografía
En 2017 La Laguna tenía una población de 94 habitantes.
| Gráfica de evolución demográfica de La Laguna entre 1993 y 2017 |
|                                                                 |
| Fuentes: Población 1993 y 2017                                  |